# Future animals
Future animals (Day of the Animals) è un film del 1977, diretto da William Girdler e interpretato da Christopher George, Leslie Nielsen e Lynda Day George.

## Trama
Stati Uniti seconda metà degli anni settanta. Il progressivo esaurimento dello strato di ozono fa sì che gli animali, che vivono al di sopra dei 1500 metri di altitudine, diventino estremamente violenti e, al tempo stesso, aggressivi nei confronti degli esseri umani. Un gruppo di turisti, usciti in escursione nella montagna della Sierra Nevada, si ritrova a dover combattere contro svariati tipi di animali feroci.

## Produzione
La pellicola venne girata in California, a Long Barn e Murphys.
Il film venne erroneamente considerato come il sequel di Grizzly, l'orso che uccide, a causa delle similitudini nella trama, la presenza dello stesso regista, la produzione e due interpreti, Richard Jaeckel e Christopher George; quel film ebbe realmente un seguito, Grizzly II: The Concert, mai distribuito ufficialmente ma proiettato in alcune sale nel 1983 e reperibile oggi sul circuito dei collezionisti.
L'attrice Susan Backlinie interpreta la prima vittima della vicenda della pellicola; interpretò anche la giovane nuotatrice prima vittima nel film Lo squalo (1975).
Andrew Prine venne scelto per la parte di Frank Young, ruolo che andò poi a Jon Cedar; quest'ultimo venne considerato originariamente per la parte dello sceriffo.
In Italia venne distribuito nel novembre 1978.

## Promozione

### Slogan
Lo slogan utilizzato per la promozione del film all'epoca della sua programmazione nelle sale cinematografiche statunitensi è stato: For centuries they were hunted for bounty, fun and food... now it's their turn!

## Distribuzione
Il film è stato distribuito nelle sale cinematografiche italiane nell'autunno del 1978.

### Data di uscita
Alcune date di uscita internazionali nel corso degli anni sono state:
- 13 maggio 1977 negli Stati Uniti (Day of the Animals)[4]
- 29 giugno 1978 in Germania Ovest (Panik in der Sierra Nova)[5]
- 16 novembre 1978 in Italia[6]

### Edizioni home video
Nel 2013 è stata distribuita una versione rimasterizzata della pelliccola, per il mercato di lingua inglese, su supporto blu-ray con il codice EAN 0851740003390.

## Accoglienza
La critica esprime un giudizio positivo su come la pellicola sia stata confezionata, gradendo soprattutto la denuncia dei problemi causati dall'inquinamento. Non vengono però apprezzati gli effetti utilizzati che alla fine prendono il sopravvento su tutto.